# Elisabeth Bik
Elisabeth Bik   (Països Baixos, 1966) és una microbiòloga i experta en integritat científica neerlandesa. És la fundadora Microbiome digest, un blog que comenta publicacions recents sobre microbiologia medioambiental i humana des del 2014. També ha fundat Science Integrity Digest, un bloc on explica la seva experiència sobre els esforços per assegurar la integritat de publicacions científiques. Bik és coneguda arreu per detectar manipulacions d'imatges i dades en articles científics i altres males praxis científiques.

## Educació i carrera científica
Bik va néixer als Països Baixos i va estudiar biologia la Universitat d'Utrecht. Va fer el seu doctorat sobre el desenvolupament de vacunes per al Vibrio cholerae causant d'una epidèmia de còlera a l'India i Bangladesh al departament de microbiologia molecular del National Institut of Health and the Environment a Bitthoven, on va continuar els seus estudis postdoctorals. Després de guanyar 4 anys d'experiència al St. Antonius Hospital a Nieuwegein, on va organitzar el desenvolupament de noves tècniques de detecció d'agents infecciosos, va treballar 15 anys a l'escola de medicina de la Universitat Stanford, al laboratori del profesor David Relman. Alla va estudiar la diversitat del microbioma intestinal en l'espècie humana i també les diferències entre la mucosa bucal i la intestinal. També va estudiar les diferències en mamífers marins.
El 2016 es va incorporar a uBiome, una empresa de biotecnologia que es dedica a la seqüenciació de microbiomes humans, com a editora i més tard com a directora editorial i científica. Al 2018 va treballar per Astarte Mèdic com a directora científica. El 2019 va agafar un any de baixa remunerat per dedicar-se íntegrament a la recerca sobre mala praxi científica i per començar a treballar com a consultora en microbioma i integritat científica.

## Recerca sobre integritat científica
El 2016, juntament amb Ferric Fang i Arturo Casadevall, va publicar un article a mBio llistant 784 articles (d'entre 20.000 de revisats) que contenien Western Blots manipulats. Aquest treball va comportar desenes de retraccions. Les seves investigacions han destapat nombrosos casos de mala conducta científica en revistes de renom.
El seu estudi l'ha portat a concloure que "la cultura acadèmica, el peer-review, els incentius econòmics per a publicar i les polítiques nacionals sobre mala conducta científica poden contribuir a la integritat científica" però no hi ha evidencia que la pressió per publicar hi influeixi. En un article publicat a Molecular and Cellular Biology va analitzar 960 artícles publicats en la mateixa revista i va trobar imatges duplicades en el 6.1%. Va ser una de les veus crítiques amb Didier Raoult per la seva publicació sobre l'hidroxicloroquina i la COVID-19.
Bik contribueix activament a Retraction Watch i a PubPeer destacant treballs científics que presenten dades falsificades, duplicades o questionables. També és molt activa a Twitter, des d'on anima als seus seguidors a trobar duplicacions o manipulacions d'imatges que prèviament ella ha identificat amb el hashtag #ImageForensics.

### L'escàndol delPaper Mill
El 2013 Mara Hvistendahl ja havia establit en un article a Science el terme de Paper Mill per a calificar les agències que fabriquen figures científiques a demanda. Al 2018 Jana Christpher, una analista de integritat de dades, ja va publicar un article on describia 12 publicacions que contenien Western Blots amb les mateixes bandes, taques i fons, tots del mateix grup de recerca. Un any més tard, Jennifer A Byrne, una professora de la universitat de Sidney, va revisar en un artícle diverses publicacions fraudulentes sobre knock-downs. El febrer de 2020 Bik va publicar un article al seu blog. Conjuntament amb un altre artícle de Byrne i Christofer, van identificar més de 400 articles de recerca dubtosos, publicats a la Xina durant l'any passat. Els articles s'haurien originat per la mateixa font: una empresa que fabricava figures a demanda, el que BIk anomena Tadpole Paper Mill.